# Luzmila Templo Condeso
Luzmila Templo Condeso (Lima, 12 de octubre de 1929-Lima, 2 de febrero de 2021) fue una empresaria y política peruana. Ha sido alcaldesa provincial de Huánuco entre 1993 y 1998 y presidente regional de Huánuco entre 2003 y 2006.
Nació en Lima, Perú, el 12 de octubre de 1929, hija de Leoncio Templo Ponce y Agripina Condeso Soto. Tenía sólo estudios primarios realizados en el Centro Poblado Jancao. Se inicia políticamente en Huánuco fundando su propia agrupación, el Movimiento Independiente Unidos con el que alcanzó el cargo de alcaldesa provincial y, posteriormente, el Movimiento Independiente Regional Luchemos por Huánuco con el que alcanzó el cargo de presidente regional.
Su primera participación política se dio en las elecciones municipales de 1993 cuando obtuvo la alcaldía provincial de Huánuco siendo reelegido en las elecciones municipales de 1995. Se presentó a las elecciones de 1998 por el movimiento fujimorista Vamos Vecino sin obtener la elección. En las elecciones regionales del 2002 se presentó como candidata a la presidencia regional de Huánuco obteniendo la elección para el periodo 2003-2006. Tentaría la reelección a ese cargo en las elecciones regionales del 2006, del 2010 y del 2014 sin éxito en ninguna de ellas.
También fue, durante los años 1990, presidente del club León de Huánuco que participó en la primera división.
Falleció el 2 de febrero de 2021 en Lima a causa de un infarto.